# Martin Reichardt (Politiker)

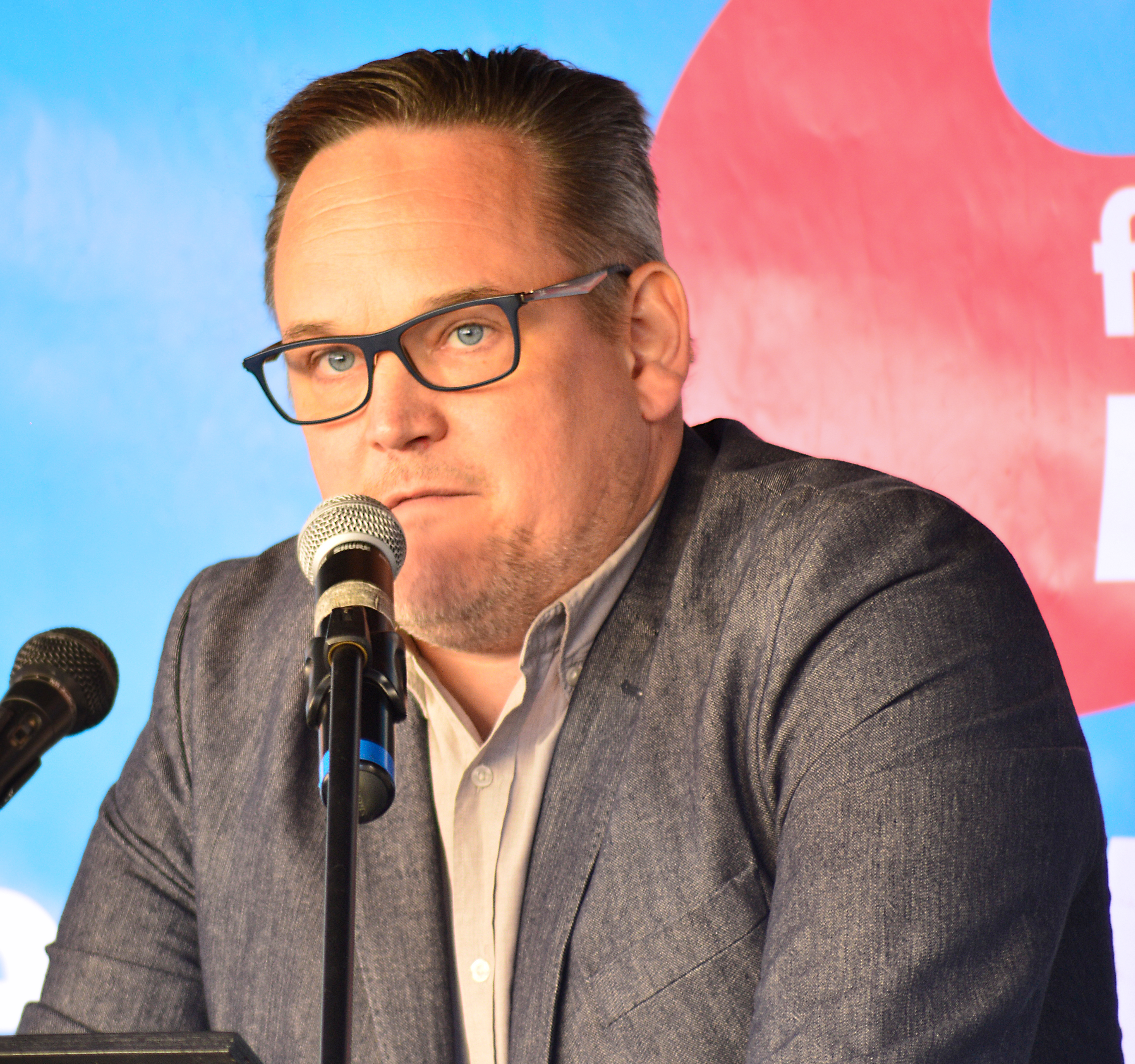
Martin Reichardt (2018)

Martin Reichardt (* 30. Juli 1969 in Goslar) ist ein deutscher Politiker (AfD). Er ist seit 2017 Mitglied des Deutschen Bundestages. Er ist Vorsitzender des Landesverbandes AfD Sachsen-Anhalt, der während Reichardts Amtszeit im Jahr 2023 als „gesichert rechtsextrem“ eingestuft wurde. Er galt 2021 als „wichtiger Unterstützer“ der innerparteilichen rechtsextremen Gruppe Der Flügel.

## Beruf und Privates
Martin Reichardt wuchs in Goslar in einem sozialdemokratisch geprägten Elternhaus auf. Sein Vater ist bis heute SPD-Mitglied.
Er war ab 1989 zwölf Jahre lang Soldat auf Zeit der Bundeswehr, bei der er 1989 bis 1992 als Offiziersanwärter ausgebildet wurde. Von 1992 bis 1996 studierte er Pädagogik an der Helmut-Schmidt-Universität der Bundeswehr in Hamburg und schloss dieses Studium erfolgreich ab. Von 1996 bis 2001 war Reichardt als Offizier tätig. Danach absolvierte er eine betriebswirtschaftliche Weiterbildung und wechselte 2002 als Angestellter zu einem Unternehmen nach Sachsen-Anhalt, das Gleisbauarbeiten absichert. Er arbeitete dort bis 2017.
Reichardt ist verheiratet, hat drei Kinder und wohnt in Hermsdorf, einem Ortsteil der Gemeinde Hohe Börde.

## Parteiaktivitäten
Reichardt gehörte zunächst von 1986 bis 1990 der SPD beziehungsweise den Jusos an. Später, 1993, trat er bei den Republikanern ein, denen er zwei Jahre angehörte. Danach wechselte er zur FDP und engagierte sich in der Kommunalpolitik. Seit 2015 ist er Mitglied der AfD.
Im März 2017 wurde Reichardt zum Spitzenkandidaten (Platz 1 der Landesliste) der AfD Sachsen-Anhalt für die Bundestagswahl 2017 gewählt. Er setzte sich dabei als Wunschkandidat des AfD-Landesvorsitzenden André Poggenburg mit 142 Stimmen gegen zwei Mitbewerber durch, auf die insgesamt 121 Stimmen entfielen. Seit seiner Wahl in den 19. Bundestag ist er ordentliches Mitglied im Ausschuss für Familie, Senioren, Frauen und Jugend und familienpolitischer Sprecher der AfD-Bundestagsfraktion. Mit seinem Wiedereinzug in den Deutschen Bundestag ist er stellvertretendes Mitglied im Ausschuss für Bildung, Forschung und Technikfolgenabschätzung, Gesundheit, Finanzen im Unterausschuss Bürgerschaftliches Engagement.
Reichardt ist in der AfD-Bundestagsfraktion Leiter des Arbeitskreises Familie, Senioren, Frauen und Jugend. Seine Standpunkte sind: Willkommenskultur für Kinder, Familienförderung und Bevölkerungsentwicklung, Stärkung von Ehe und Familie und Schutz des ungeborenen Lebens.
Am 20. Dezember 2020 wurde der Landesvorsitzende Reichardt in Magdeburg zum Spitzenkandidaten auf Platz 1 der AfD Landesliste Sachsen-Anhalt zur Bundestagswahl 2021 gewählt. Die Wahl zum 20. Deutschen Bundestag fand am 26. September 2021 statt. Als Direktkandidat im sachsen-anhaltischen Wahlkreis 73 (Burgenlandkreis - Saalekreis) konnte Reichardt 26 % der Erststimmen auf sich ziehen und 24,9 % der Zweitstimmen.
Nach Recherchen von Zeit Online stellten Reichardt sowie 18 weitere Abgeordnete seiner Fraktion Mitarbeiter aus dem rechtsextremen Milieu ein: Seine Mitarbeiterin Christa A. hatte für Compact über Sicherheitspolitik berichtet. Compact-Chefredakteur Jürgen Elsässer hatte es beispielsweise auf der Leipziger Buchmesse 2018 als Aufgabe seiner Zeitschrift genannt, die Spaltung der Gesellschaft zu vertiefen, um so „zum Sturz des Regimes beizutragen“.
Nachdem André Poggenburg aufgrund seiner gegenüber türkischen Mitbürgern beleidigenden Aschermittwochsrede im März 2018 auf Druck der Landespartei von seinen Ämtern zurückgetreten war, wurde Reichardt am 9. Juni 2018 zum Landesvorsitzenden der AfD Sachsen-Anhalt gewählt. Er wurde mit 254 Stimmen, bei 43 Gegenstimmen und 13 Enthaltungen gewählt. Nach der Wahl erklärte er, die AfD zu einer „sozialen und patriotischen Volkspartei“ machen zu wollen. Die Partei solle Verantwortung übernehmen und sich für eine Regierungsbeteiligung öffnen. Am 20. September 2020 bestätigte die Landespartei der AfD in Sachsen-Anhalt Reichardt mit 90 Prozent Zustimmung für zwei weitere Jahre im Amt als Landesvorsitzenden. Auf dem Landesparteitag am 28. August 2022 in Magdeburg wurde Reichardt zum dritten Mal in Folge zum Landesvorsitzenden gewählt. Er erhielt 93,4 Prozent der Stimmen.
Auf dem Bundesparteitag am 19. Juni 2022 in Riesa wurde Martin Reichardt zum Beisitzer des Bundesvorstandes der AfD gewählt.
In einer Verlautbarung Ende April 2022 stellte sich Reichardt hinter die Forderung des Altkanzlers Gerhard Schröders, die politischen und wirtschaftlichen Beziehungen zu Russland trotz des Angriffskrieges aufrechtzuerhalten. „Ich hätte es nicht gedacht,“ – so Reichardt per Twitter – „aber ich muss sagen, was Schröder sagt, ist vernünftig und im deutschen Interesse (…)“
Reichardt zählte wie sein Vorgänger Poggenburg zu der offiziell aufgelösten völkisch-nationalistischen und rechtsextremen AfD-Gruppierung Der Flügel.
Reichardt wurde am 18. August 2024 erneut mit 84,8 Prozent zum Vorsitzenden seiner Partei in Sachsen-Anhalt gewählt. Er führte den AfD-Landesverband Sachsen-Anhalt als Spitzenkandidaten in den Bundestagswahlkampf 2025. Er trat als Direktkandidat im Bundestagswahlkreis Burgenland – Saalekreis an und gewann diesen mit 44,4 Prozent der Erststimmen.